# Appleton-Schicht

Ionosphärenschichten (engl. Layer) in Abhängigkeit von der Tageszeit

Die Appleton-Schicht (nach dem britischen Physiker Edward Victor Appleton), auch F-Schicht, ist die höchstgelegene Ionosphärenschicht der Erde. An der Ionosphäre werden kurzwellige Funksignale reflektiert, daher ist sie für die Ausbreitung der Raumwelle von Funksignalen am wichtigsten.
Die F-Schicht unterteilt sich in zwei Teilschichten:
- Die niedrigere F1-Schicht reicht von 150 bis 220 km Höhe und ist ausschließlich tagsüber vorhanden. Sie besteht aus einer Mischung positiv geladener O+-, O2+- und NO+-Ionen.
- Über der F1-Schicht breitet sich zwischen 220 und 800 km Höhe die F2-Schicht aus, welche primär aus positiv geladenem, atomarem Sauerstoff O+ besteht.

Zur Mittagszeit weist die F1-Schicht bei minimaler Sonnenaktivität ca. 5 × 105 freie Elektronen pro cm3 auf; bei gesteigerter Sonnenaktivität kann die Ladungsträgerdichte bis zu 2 × 106 Elektronen pro cm3 erreichen. In der Nacht fällt die Elektronendichte der F1-Schicht auf unter 104 Elektronen pro cm3.